# Watton at Stone
Watton at Stone – wieś w Anglii, w hrabstwie Hertfordshire, w dystrykcie East Hertfordshire. Leży 8 km na północ od miasta Hertford i 39 km na północ od centrum Londynu. W 2001 miejscowość liczyła 2272 mieszkańców.